# اسقف‌نشین شیراک
اسقف‌نشین شیراک (ارمنی: Շիրակի թեմ Shiraki t'em) یکی از بزرگترین اسقف‌نشین‌های کلیسای حواری ارمنی است که استان شیراک ارمنستان را تحت پوشش دارد مقر اسقف‌نشین در شهر گیومری واقع شده است.
این اسقف‌نشین در سال ۱۹۲۰ تأسیس شد. کرسی اسقف در کلیسای بزرگ مریم باکره مقدس می‌باشد ساختمان مقام اسقفی در خیابان وارپتتاس نزدیکی میدان وارتانانتس واقع شده است. توسط هوهانس کاچازنونی طراح شد و اوایل سده ۲۰ام میلادی بنا شد

## نگارخانه

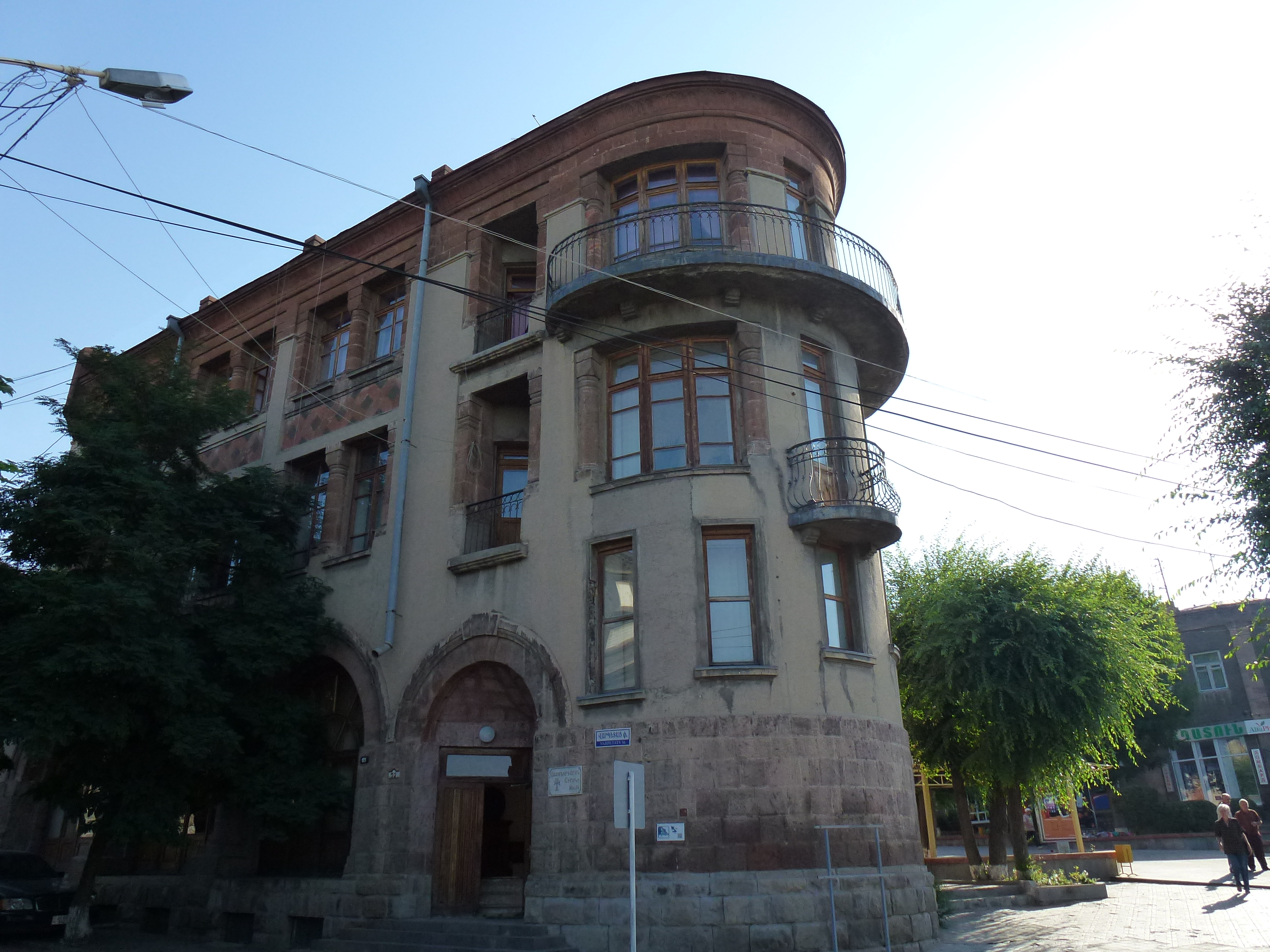
ساختمان مقام اسقفی